# Annio Rufo
Annio Rufo (fl. I secolo) è stato un politico romano, governatore della Giudea (3º Procuratore imperiale romano) con il potere di condanna a morte, sotto il regno di Augusto.

## Biografia
Annio Rufo è rimasto in carica dal 12 al 15 d.C. inoltre ha avuto molto a che fare con i movimenti di protesta, è predecessore di Valerio Grato (15-26 d.C.) e successore di Marco Annibulo (9-12 d.C.) che a sua volta è successore di Coponio (6-9 d.C). Coponio è uno dei pochi governatori della Giudea su cui si hanno informazioni, dopo di lui fino a Valerio Grato non si sa molto. Ad Annio Rufo era stato assegnato il titolo di Procurator Augusti titolo che veniva assegnato a tutti i procuratori romani a partire dal I secolo a.C fino al III secolo d.C. Come i suoi successori e predecessori coniava le monete diverse con simboli che lo identificassero, non continuò per molto a causa del suo corto mandato che non superava i tre anni.